# Lai Wai Ling
Lai Wai Ling es una deportista hongkonesa que compitió en tenis de mesa adaptado. Ganó una medalla de oro en los Juegos Paralímpicos de Sídney 2000 en la prueba individual (clase 11).

## Palmarés internacional
| Juegos Paralímpicos | Juegos Paralímpicos | Juegos Paralímpicos | Juegos Paralímpicos |
| Año                 | Lugar               | Medalla             | Prueba              |
| ------------------- | ------------------- | ------------------- | ------------------- |
| 2000                | Sídney (Australia)  | Medalla de oro      | Individual 11       |